# Rashaant (Chöwsgöl)

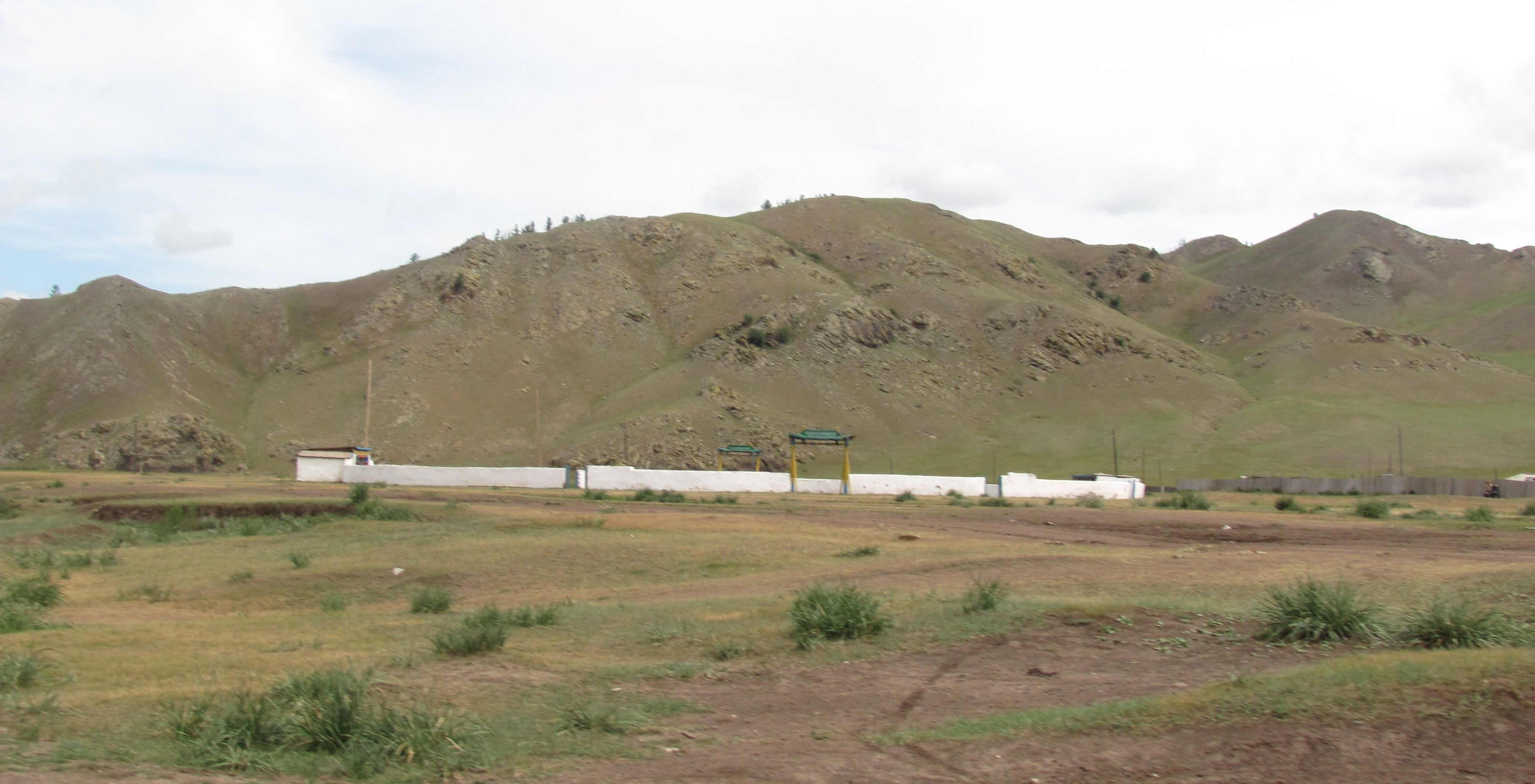
Das wiedererrichtete Kloster in Rashaant.

Rashaant (mongolisch Рашаант, dt.: „Im Quellgrund“) ist ein Sum des Chöwsgöl-Aimag in der Mongolei. Das Gebiet umfasst 1.980 km², wovon 50 km² Farmland sind. 2000 hatte das Sum 3280 Einwohner. Der Hauptort Rashaant, das Zentrum des Aimag, liegt in einem Hochtal, 154 km südöstlich der Stadt Mörön und 518 km von Ulaanbaatar entfernt. Im Jahr 2009 hatte der Ort 978 Einwohner.

## Geographie
Das Sum ist eines der südöstlichsten Sum der Provinz Chöwsgöl. Daher grenzt es im Süden auch an das Sum Tsetserleg des Archangai-Aimag, im Osten an das Sum Bajan-Agt des Bulgan-Aimag an, und Westen und Norden schließen sich die Sum Tömörbulag, Tosontsengel und Ich-Uul an.

### Administrative Gliederung
Der Distrikt ist aufgeteilt in fünf Bags:
- Enkh tal
- Ikh ats
- Taliin us
- Teel
- Tsengel

## Geschichte

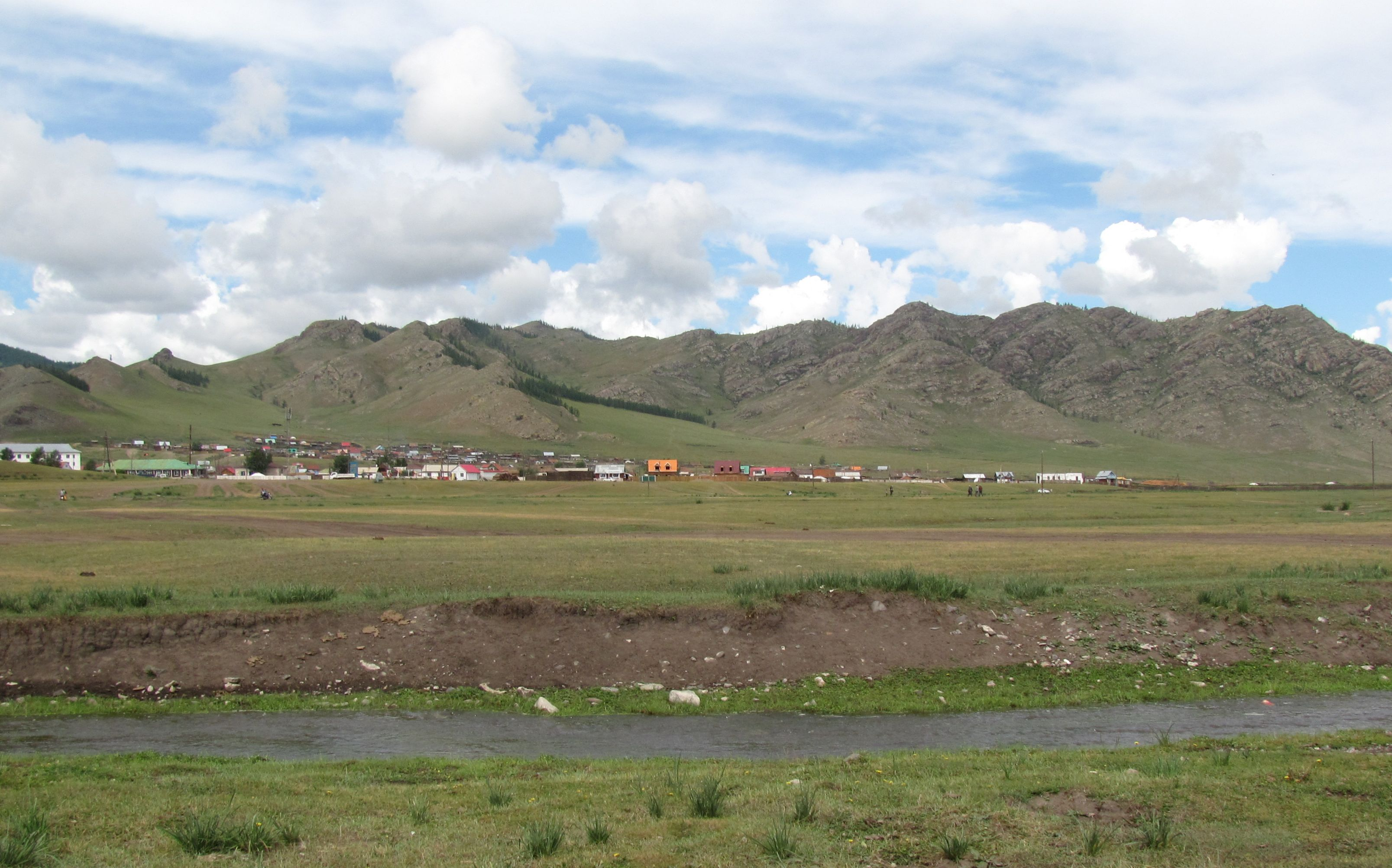
Rashaant von Osten

Das Sum Rashaant wurde, zusammen mit der ganzen Provinz Chöwsgöl-Aimag 1931 konstituiert. Das Zentrum des Sum wurde angesiedelt in der Nähe des Khyalganat Monastery (Rashaantyn Khüree), welches erst 1915 gegründet worden war. 1932 war das Kloster Ausgangspunkt eines bewaffneten Aufstands, der große Teile der westlichen Mongolei ergriff, und der Ort wurde niedergebrannt. 1933 hatte das Sum ca. 2.400 Einwohner in 719 Haushalten und ca. 47.000 Stück Vieh. 1955 wurde das Rashaant Sum mit Tarialan zusammengefasst, aber 1959 wieder aufgeteilt. Der lokale Negdel Ulaan Od (Нэгдэл, „Kooperative Roter Stern“) wurde 1952 gegründet und existierte nach 1990 als private Landwirtschaft weiter. Nach 1990 wurde das Kloster wieder aufgebaut. Es bildet den Nordteil des Ortes.

## Wirtschaft
2004 gab es ca. 123.000 Stück Vieh, darunter 51.000 Schafe, 55.000 Ziegoen, 8.900 Rinder und Yaks und 8.200 Pferde, jedoch keine Trampeltiere.